# Idruro di zinco
L'idruro di zinco è un composto inorganico binario dello zinco con l'idrogeno, avente formula chimica ZnH2. È stato preparato per la prima volta nel 1947.
In condizioni ambiente appare come un solido bianco, inodore, sensibile all'aria e all'umidità.
Questo idruro ha una struttura di tipo polimerico. La sua stabilità è limitata e nel vuoto inizia a decomporsi lentamente nei suoi elementi a 90 °C, ma è decisamente più stabile degli idruri omologhi CdH2 e HgH2. D'altro canto, è il più stabile degli idruri binari dei metalli di transizione della prima riga (quarto periodo).
Sebbene diversi composti di coordinazione contenenti legami Zn-H siano usati come agenti riducenti, l'idruro di zinco tal quale non ha tuttavia applicazioni comuni.

## Scoperta e sintesi
L'idruro di zinco è stato sintetizzato per la prima volta nel 1947 da Hermann Schlesinger, tramite una reazione tra dimetilzinco (Zn(CH3)2) e tetraidroalluminato di litio; un processo alquanto pericoloso a causa della natura piroforica del dimetilzinco.
{\displaystyle {\ce {Zn(CH3)2 \ + \ 2LiAlH4 -> ZnH2 \ + \ 2LiAlH3CH3}}}
I metodi successivi erano prevalentemente reazioni di metatesi del sale tra alogenuri di zinco e idruri di metalli alcalini, che sono significativamente più sicuri. Di seguito alcuni esempi di queste reazioni:
{\displaystyle {\ce {ZnBr2 \ + \ 2LiH -> ZnH2 \ + \ 2LiBr}}}
{\displaystyle {\ce {ZnI2 \ + \ 2NaH^{+}-> ZnH2 \ + \ 2NaI}}}
{\displaystyle {\ce {ZnI2\ +\ 2LiAlH4->ZnH2\ +\ AlH3\ +\ 2LiI}}}
Piccole quantità di idruro di zinco gassoso sono state prodotte anche mediante ablazione laser dello zinco in atmosfera di idrogeno e altre tecniche ad alta energia. Questi metodi sono stati utilizzati per valutare le sue proprietà in fase gassosa.

## Proprietà chimiche

### Struttura
Nuove prove suggeriscono che nell'idruro di zinco gli elementi formano un polimero unidimensionale, essendo unititi da legami covalenti. Altri idruri metallici sono polimerici in modo simile (si veda per esempio l'idruro di alluminio). L'idruro di zinco solido è il prodotto della polimerizzazione irreversibile delle singole molecole ZnH2 l'una con l'altra, per cui la forma molecolare non può essere isolata in forma massiva.
La solubilizzazione dell'idruro di zinco in solventi non acquosi comporta la formazione di addotti dell'idruro di zinco molecolare, che in questi casi funge da acido di Lewis, come accade in idrogeno liquido con la formazione del complesso ZnH2(H2).

### Stabilità
L'idruro di zinco si decompone lentamente in zinco metallico e H2 a temperatura ambiente, con una decomposizione che diventa rapida se riscaldato a una temperatura superiore a 90 °C:
{\displaystyle {\ce {ZnH2->H2\ +\ Zn^{0}}}}
Si ossida facilmente ed è sensibile sia all'aria che all'umidità; essendo idrolizzato lentamente dall'acqua, ma violentemente da acidi acquosi, il che indica, in campioni esposti, una possibile passivazione tramite la formazione di uno strato superficiale di ossido di zinco. Nonostante ciò, occorre cautela, perché i campioni più vecchi potrebbero risultare piroforici. L'idruro di zinco può quindi essere considerato nella migliore delle ipotesi metastabile, tuttavia è ancora il più stabile di tutti gli idruri di metalli di transizione binari della prima riga.

## Forma molecolare
L'idruro di zinco molecolare è stato recentemente identificato come un prodotto volatile della riduzione degli ioni zinco con boroidruro di sodio in ambiente acido. Questa reazione è simile all'analoga riduzione con il tetraidroalluminato di litio; tuttavia, in quella con il boroidruro la frazione generata in forma molecolare dell'idruro di zincoè è maggiore. Ciò può essere attribuito alla velocità di reazione più lenta, che impedisce il raggiungimento di un'elevata concentrazione di ZnH2, con conseguente polimerizzazione nel progresso della reazione. Questo segue i precedenti esperimenti di sintesi diretta dagli elementi.
La reazione degli atomi di zinco eccitati con l'idrogeno molecolare in fase gassosa è stata studiata utilizzando tecniche di sonda a pompa laser.
A causa della sua relativa stabilità termica, l'idruro di zinco molecolare è incluso nella breve lista di idruri metallici molecolari che sono stati identificati con successo in fase gassosa.
L'energia media del legame Zn–H è stata recentemente calcolata essere 51,24 kcal/mol (214,4 kJ/mol),mentre l'energia del legame H–H è 103,3 kcal/mol (432,2 kJ/mol). Pertanto, la reazione complessiva è quasi termoneutra:
{\displaystyle {\ce {Zn(g)\ +\ H2(g)->ZnH2(g)}}}
L'idruro di zinco molecolare in fase gassosa è risultato essere lineare con una lunghezza del legame Zn−H di 153,5 pm.
La molecola può essere trovata allo stato fondamentale di singoletto di 1Σg+.
I calcoli della chimica quantistica prevedono che la forma molecolare esista in uno stato fondamentale dimerico a doppio ponte di idrogeno, con poca o nessuna barriera energetica formativa. Il dimero può essere descritto come di-μ-idruro-bis(zincoidruro), secondo la nomenclatura additiva IUPAC.